# Les Seigneurs de la forêt
 (janvier 2013).
Si vous disposez d'ouvrages ou d'articles de référence ou si vous connaissez des sites web de qualité traitant du thème abordé ici, merci de compléter l'article en donnant les références utiles à sa vérifiabilité et en les liant à la section « Notes et références ».
Les Seigneurs de la forêt est un film documentaire belge de long métrage en cinémascope de 1958, réalisé par Henry Brandt avec un texte d'Heinz Sielman et consacré à la faune, à la flore et à l'étude ethnographique des populations congolaises. 
Ce film fut le fruit d'un important travail de prises de vues et de montage dont des critiques jugèrent que le résultat était « captivant, impressionnant et émouvant par son réalisme » et qu'il exprimait « une haute tenue esthétique, une haute tenue scientifique également grâce à la coopération de savants éminents appartenant à diverses nations ». Pour en arriver à ce résultat, il fallut faire un choix dans 60 000 mètres de pellicule. Le montage fut confié à l'Anglais Lewis Linzee, connu pour avoir travaillé pour la Gaumont British, et la distribution internationale à la Twentieth Century Fox qui en tira vingt-deux versions en diverses langues, la version anglaise étant dite par Orson Welles. Une série de films éducatifs fut encore bâtie d'après les chutes.

## Fiche technique
- Affiche : Boris Grinsson (France)